# Claude Combes
Claude Combes   (Perpinyà, 22 de juliol de 1935 - Perpinyà, 8 de juliol de 2021) o Claudi Combes fou un biòleg parasitòleg rossellonès que influí amb el seu mestratge, especialment en el camp de la teoria de les interaccions duradores, en diverses generacions d'ecòlegs francesos formats als anys 90.

## Biografia
Estudià al Liceu Arago de Perpinyà. Superà el concurs de professor agregat de ciències naturals el 1958 i es doctorà en Ciències Naturals per la universitat de Montpeller el 1967 amb la tesi Biologie, ecologie des cycles et biogeographie de digenes et monogenes d'amphibiens dans l'Est des Pyrenees. Va ser professor de les universitats de Montpeller i Perpinyà. D'aquesta darrera en va ser catedràtic de biologia integrativa i director del Laboratori de Biologia Animal. Actualment (2014) és professor emèrit i membre del Laboratori d'Ecologia i Evolució de les Interaccions de la universitat rossellonesa.
Fou escollit membre corresponent de l'Acadèmia de Ciències al 1996, i al 2004 va ser promogut a membre de número. També va ser admès a l'Acadèmia d'Agricultura (1999), va ser fet membre del "Comité national des universités", director del Centre de biologia i ecologia tropical i mediterrània, i del "WHO Collaborating Center, Biological control of molluscs".
Ha estat guardonat amb diversos premis científics, com la medalla de plata del CNRS (1986), la medalla Skryabin (de l'Acadèmia Soviètica de les Ciències) (1991), el premi científic Philip Morris (1990) i el Gran premi de Recerca de la Societat Francesa d'Ecologia. També se l'ha honorat amb els títols de cavaller de la Legió d'Honor i de l'Orde Nacional del Mèrit, i ha rebut les Palmes Acadèmiques.

### Camp d'estudis
Claude Combes ha estudiat les relacions evolutives i les relacions paràsit-hoste, concentrant-se en la filogènia molecular dels polystomatidae (uns paràsits de la classe monogenea), amb Olivier Verneau i Sophie Bentz. També ha treballat sobre la transmissió i genètica de les esquistosomosis humanes (causades per paràsits trematodes), causants de malalties amb perjudicis importants a zones intertropicals. El seu mestratge a les universitats de Montpeller i Perpinyà ha influït notablement en els nous enfocaments en l'estudi de l'ecologia del paisatge i en l'ecologia evolutiva.

### Multimèdia
- La Coévolution, conferència per a Mission 2000 en France (en francès).  París: Université de tous les savoirs, 2000.
- Entrevista comentant "Darwin, dessine-moi les hommes" (en francès).  París: Canal Académie, 2007 [Consulta: 8 octubre 2014]. Arxivat 2014-10-13 a Wayback Machine.